# Eodorcadion novitzkyi
Eodorcadion novitzkyi es una especie de escarabajo longicornio perteneciente al género Eodorcadion, categorizada en la tribu Dorcadionini, de la subfamilia Lamiinae. Fue descrita por Suvorov en 1909.
El período de actividad en los ejemplares adultos se presenta en los meses de julio y agosto.

## Descripción
Mide 12-18,5 mm de longitud.

## Distribución
Se distribuye por Asia: en China y Mongolia.